# 张槎街道
张槎街道是中华人民共和国广东省佛山市禅城区下辖的一个街道办事处。在地理上位于禅城区的西北部，它的西部和北部与南海区接壤，西南是石湾镇街道，东边是祖庙街道。辖区面积26.5平方公里，常住人口28万多人，下辖21个村（居）委会。旧称张槎镇，2003年变更为张槎街道，2006年得原已并入石湾的江湾街道部分并入张槎。

## 行政区划
张槎街道下辖以下村级行政区划单位：
纯阳社区、江湾社区、马岗社区、清水桥社区、东便社区、金沙社区、莲塘村、大富村、村头村、村尾村、上朗村、下朗村、古灶村、大江村、白坭村、张槎村、大沙村、东鄱村、弼唐村、青柯村和海口村。